# Архаров, Юрий Викторович
Юрий Викторович Архаров (род. 13 июня 1977, Благовещенск) — российский политик, врач-хирург. Сенатор Российской Федерации, представитель от законодательного (представительного) органа государственной власти Сахалинской области в Совете Федерации ФС РФ (2017—2022), заместитель председателя Комитета Совета Федерации по социальной политике.
Из-за поддержки нарушения территориальной целостности Украины во время российско-украинской войны находится под персональными международными санкциями Евросоюза, США, Великобритании и ряда других стран.

## Биография
Родился 13 июня 1977 года в городе Благовещенске. В 1994 году окончил школу №12 города Благовещенска. В 2000 году получил высшее образование на лечебном факультете Амурской государственной медицинской академии. В 2001 году прошёл специализацию по хирургии. В 2013 году получил высшую квалификационную категорию врача-хирурга.
Получил профессиональную переподготовку по специальностям  «Травматология и ортопедия» , «Организация здравоохранения и общественное здоровье». В 2020 году окончил Институт государственной службы и управления Российской академии народного хозяйства и государственной службы при Президенте Российской Федерации (РАНХиГС), получив квалификацию «Специалист по государственному и муниципальному управлению — Master of Public Administration (MPA)».
Трудовую деятельность начал в 2001 году в Углегорской центральной районной больнице Сахалинской области в должности врача-хирурга. С 2006 по 2017 год занимал должность заведующего хирургическим отделением.

## Политическая деятельность
С 2006 года-2013 год депутат Совета Углегорского городского поселения Углегорского Муниципального Района Сахалинской области
С 2013 года −2017 год депутат Собрания Углегорского муниципального района.
В 2017 г. был избран депутатом Сахалинской областной думы.
19 октября 2017 г. решением Сахалинской областной думы был наделен полномочиями члена Совета Федерации РФ, представителя от законодательного органа государственной власти Сахалинской области.

## Законотворческая деятельность
В рамках работы над поправками к Конституции Российской Федерации от 14 марта 2020 года № 1-ФКЗ «О совершенствовании регулирования отдельных вопросов организации и функционирования публичной власти» Ю. В. Архаровым был внесен ряд поправок, из которых принята поправка в Конституцию Российской Федерации (учтена в статью 1, редакции поправки Президентом № 2) о недопустимости отчуждения территории Российской Федерации.
Является одним из авторов  федерального закона "О внесении изменения в статью 1 Федерального закона «О днях воинской славы и памятных датах России» (о переименовании дня воинской славы России «3 сентября — День окончания Второй мировой войны (1945 год)» в «3 сентября — День Победы над милитаристской Японией и окончания Второй мировой войны (1945 год)».
Уделяя внимание в своей работе вопросам общественного здоровья, является инициатором  федерального закона "О внесении изменений в Федеральный закон «О санитарно-эпидемиологическом благополучии населения», в части совершенствования пропаганды здорового образа жизни и санитарно-гигиенического просвещения населения.

## Семья
Жена — Архарова Юлия Сергеевна.
Воспитывает дочь.

## Награды
- Медаль «Совет Федерации. 25 лет» (2019).
- Медаль ордена «За заслуги перед Отечеством» II степени (5 июня 2021) — За большой вклад и развитие парламентаризма и многолетнюю добросовестную работу[7].
- Благодарность Председателя Совета Федерации Федерального Собрания Российской Федерации (2022)
- Медаль Межпарламентской Ассамблеи государств-участников Содружества Независимых Государств «МПА СНГ 30 лет» (2023)